# Теорија црног лабуда
„Црни лабуд” је концепт у економској и социајалној теорији који са базира на тези да постоје тешко предвидљиви и ретки догађаји који имају имају посебне карактеристике могу имати значајне последице на друштвене и економске системе. Аутор концепта је Насим Николас Талеб, који је у својој књизи „Црни лабуд. Под знаком непредвидивости“ (2007) користио термин „догађаји црног лабуда“ (енгл. TBS, The Black Swan).

## Основе
Основе овог концепта су:
- Догађај је неочекиван (за стручњака);
- Догађај има значајне последице;
- После настанка, у ретроспективи, догађај има рационално објашњење, као да је догађај очекиван.

Са становишта аутора, скоро сва значајна научна открића, историјски и политички догађаји, достигнућа уметности и културе су догађаји „црног лабуда”. Примери таквих догађаја: развој и примена интернета, Први светски рат, распад Совјетског Савеза, напади 11. септембра и светска економска криза. Талеб такође примећује да човечанство није у стању да успешно предвиди своју будућност, а поверење у његово знање је испред самог знања и доводи до појаве „прекомерног самопоуздања“.
Насим Талеб верује да се улога „црних лабудова“ повећава са развојем међусобне повезаности у свету:
Интернет и глобализација претворили су свет у сложен систем који се састоји од замршене мреже односа и других блиско повезаних фактора. Ова сложеност не само да повећава вероватноћу црних лабудова, већ отежава предвиђање чак и обичних догађаја.

## Етимологија
Израз „Црни лабуд“ познат је као латински израз „ретка птица на земљи попут црног лабуда“ – најстарији познати цитат из древног Рима сатирични песник Јувенал. До 1697. веровало се да су лабудови само бели, али је холандска експедиција коју је предводио Вилем де Вламинк открила популацију црних лабудова у Западној Аустралији.
Иако је ова метафора позната у филозофији доста дуго, управо је Талеб почео да је користи за означавање ретких и неочекиваних догађаја са значајним последицама. Штавише, „црни лабудови” могу бити не само негативни догађаји, већ и представљати непредвидиву „срећу”.
Талеб описује неколико врста заблуда које доводе до претераног самопоуздања у сопствену способност анализирања будућности:
- Наратив - тенденција да се више верује информацијама добијеним из нечијег окружења и/или информационог поља него у реалну статистику;
- Играње - примена теорије игара на стварни живот;
- Ретроспектива – вера у успешно предвиђање будућих догађаја на основу анализе онога што се догодило[4].